# Mieczysław Granatowski
Mieczysław Adam Granatowski ps. „Gram”, Mieczysław Banasiewicz (ur. 15 listopada 1909 w Sanoku, zm. 29 czerwca 1988 tamże) – polski działacz związków zawodowych oraz spółdzielczych, podporucznik rezerwy piechoty Wojska Polskiego, podczas II wojny światowej żołnierz SZP/ZWZ/AK, oficer Obwodu „OP-23” ZWZ/AK Sanok i szef komendy placówki nr II AK Zarszyn od stycznia 1941 do maja 1943.

## Życiorys

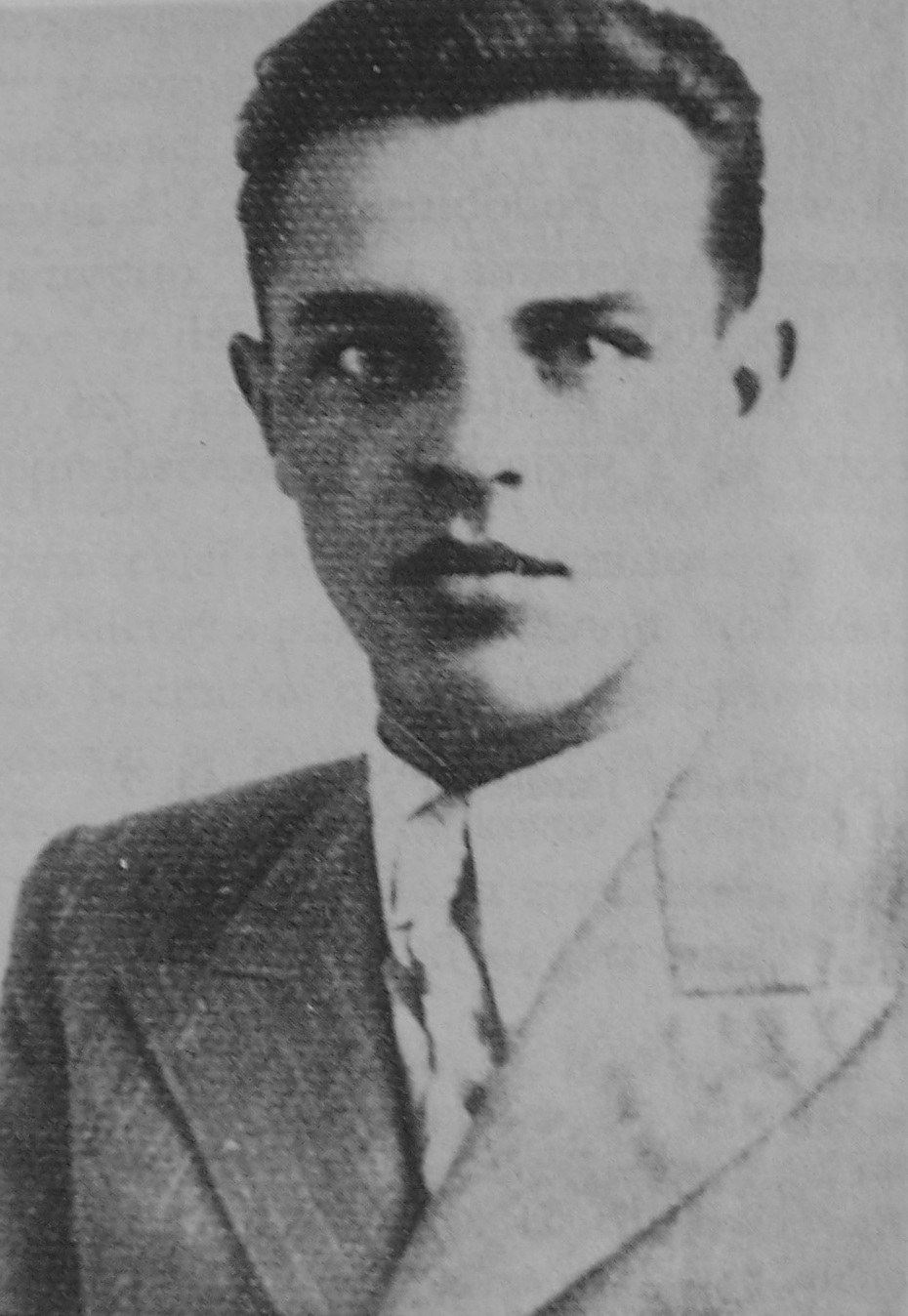
Mieczysław Granatowski w latach młodości

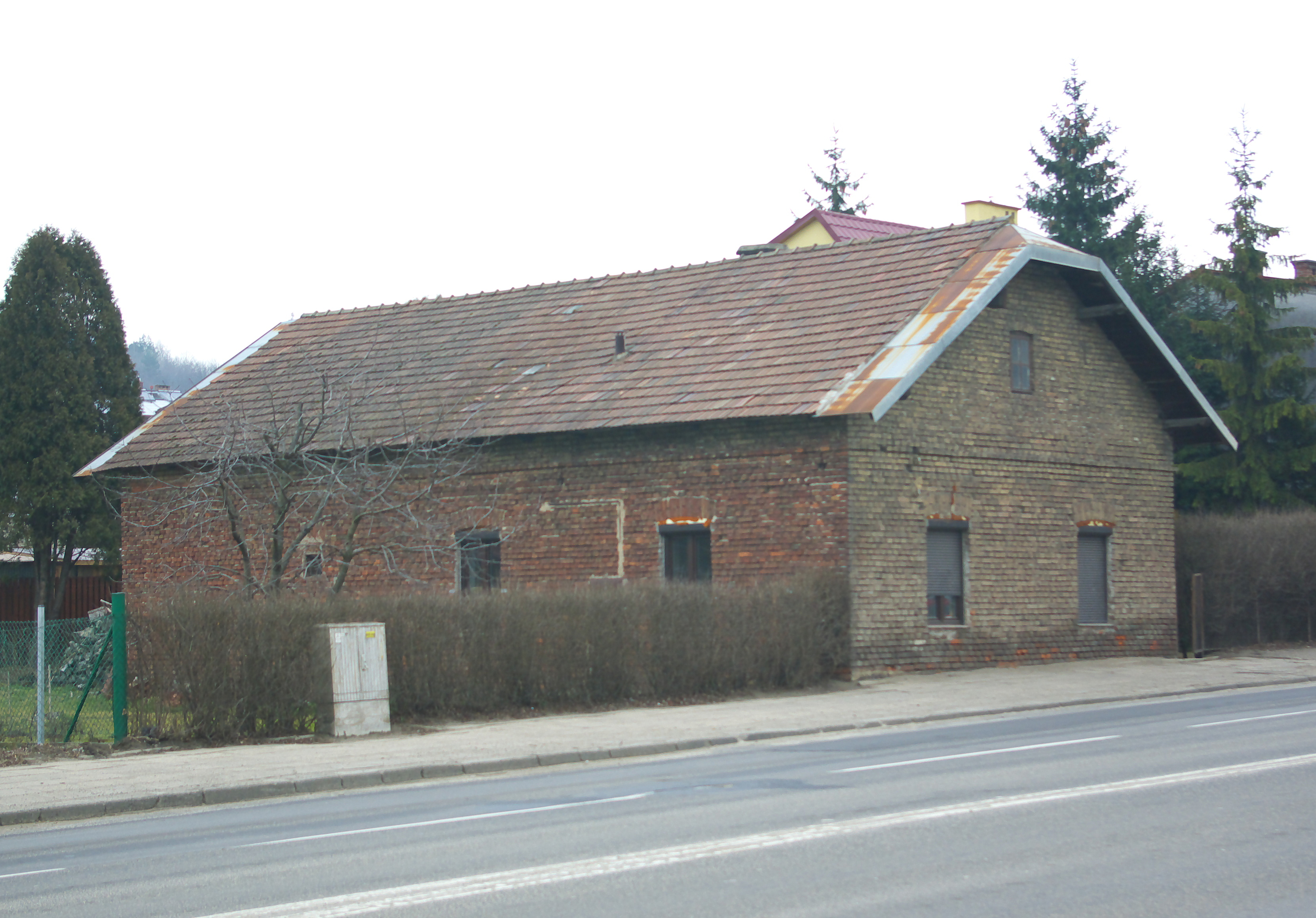
Dom Mieczysława Granatowskiego przy ulicy Krakowskiej 84 w Sanoku

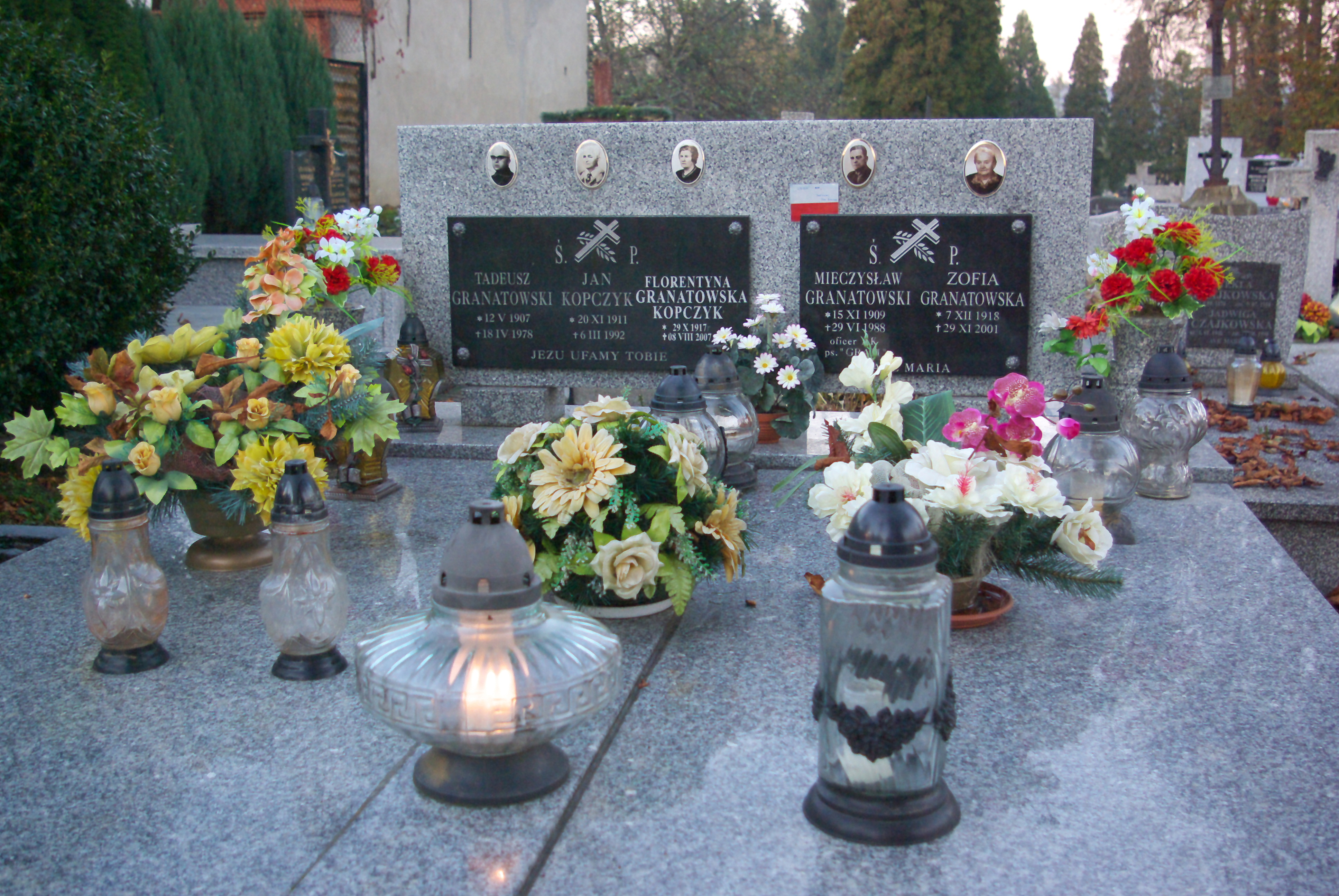
Grobowiec rodziny Granatowskich w Sanoku

Urodził się 15 listopada 1909 w Sanoku. Był synem Jana (szewc zamieszkujący w Sanoku przy ul. J. Słowackiego 309) i Anieli z domu Borczyk. Miał brata Tadeusza Józefa (1907-1978), siostrę Annę (zm. 1915 w wieku 3,5 lat). Jego wujem był Fryderyk Krasicki.
18 lutego 1932 zdał egzamin dojrzałości w Państwowym Gimnazjum im. Królowej Zofii w Sanoku (w jego klasie byli m.in. Franciszek Malik, Zbigniew Wyskiel i Ludwik Warchał – wszyscy również późniejsi żołnierze Wojska Polskiego, w tym dwaj ostatni ofiary zbrodni katyńskiej). Uchwałą Rady Miejskiej w Sanoku z 1935 został uznany przynależnym do gminy Sanok. Został przyjęty do Wojska Polskiego, a potem awansowany do stopnia podporucznika rezerwy w Korpusie Oficerów Piechoty ze starszeństwem z 1 stycznia 1936. Pełnił funkcję instruktora w Powiatowym Komitecie Wychowania Fizycznego i Przysposobienia Wojskowego w szkołach średnich Sanoka oraz prowadził szkolenia wojskowe w okolicznych oddziałach Związku Strzeleckiego. W latach trzydziestych XX w. był pracownikiem starostwa powiatowego w Sanoku. Działał społecznie w Związku Młodej Wsi.
Wobec zagrożenia konfliktem zbrojnym w ostatnim tygodniu sierpnia 1939 został zmobilizowany na ćwiczenia wojskowe w 2 pułku Strzelców Podhalańskich, ok. 25–26 przydzielony do komisji poboru koni w miejscowościach Zboiska, następnie Grabownica, podlegając wówczas kwatermistrzowi jednostki mjr. Stanisławowi Stahlbergerowi, następnie do plutonu zwiadowczego przy III batalionie w sanockiej dzielnicy Olchowce. W szeregach pułku po wybuchu II wojny światowej brał udział w kampanii wrześniowej w oddziale dywersji przyfrontowej.
Następnie przebywał w okupowanym przez Sowietów Lwowie, gdzie udzielił pomocy rannemu dowódcy 2 pspodh. Zygmuntowi Cšadekowi i zapoczątkował działania konspiracyjne i w październiku 1939 został zaprzysiężony w Służbie Zwycięstwu Polski przyjmując pseudonim „Gram” (nadane przez przełożonego w konspiracji, wymyślony od pierwszych liter nazwiska i imienia). Na przełomie 1939/1940 działał w konspiracji w zakresie przerzutu oficerów WP i broni (wówczas poznał m.in. Aleksandra Rybickiego). Po przekształceniu SZP został żołnierzem Związku Walki Zbrojnej. Pod koniec kwietnia 1940 powrócił legalnie w rodzinne strony przekraczając granicę Generalnego Gubernatorstwa, posługując się fałszywymi dokumentami jako Mieczysław Banasiewicz (wcześniej także jako Kindlarski). Wówczas przybył do swojego brata Józefa w Krośnie i tam ponownie wszedł w kontakt z Aleksandrem Rybickim. Granatowski w swoich wspomnieniach podał, że przebywając we Lwowie w marcu 1940 spotkał sanockiego adwokata dr. Szymona Kimmela, który poinformował, że Salomon Ramer zmarł na atak serca na ulicy w Stanisławowie.
Pod koniec czerwca 1940 powrócił do Sanoka, gdzie skontaktował się z komendantem Obwodu ZWZ Sanok, Rudolfem Rybą vel Schmidt ps. „Rudek”, który zlecił mu kolportaż pracy konspiracyjnej. W listopadzie 1940 Granatowski otrzymał od komendanta zadanie zorganizowania działalności konspiracyjnej ZWZ w placówce w pobliskim Zarszynie. Podjęcie tego zadania zostało początkowo odłożone wobec oczekiwania na skierowanie do pracy w tym miejscu, zaś w tym czasie „Gram” odnawiał i rozwijał kontakty z konspiratorami w okolicznych miejscowościach (Zarszyn, Długie, Jaćmierz, Bażanówka). Po otrzymaniu dokumentu skierowania do pracy, wydanego przez sanocki Arbeitsamt (urząd pracy), na początku stycznia 1941 zgłosił się do zarszyńskiego browaru Morawskich na zlecone stanowisko magazyniera. Wówczas też przejął obowiązki dowódcy placówki ZWZ Zarszyn (jego poprzednikiem był Franciszek Gorynia, późniejszy konfident gestapo, zlikwidowany przez AK). Do placówki Zarszyn przynależały wsie Długie, Pisarowce, Nowosielce. Do tego czasu placówka była zorganizowana w niewielkim stopniu. Mieczysław Granatowski przystąpił do jej rozwijania, w tym dokonywania zaprzysiężeń nowych członków, tworzenia punktów i skrzynek kontaktowych, organizowania miejsc spotkań. Placówka w Zarszynie miała także swoich współpracowników na tamtejszym posterunku Granatowej Policji (jednym z funkcjonariuszy był wówczas Władysław Skałkowski ps. Dąb). Utrzymywał także ścisły kontakt z ówczesnym dzierżawcą browaru, Oskarem Schmidtem, wspomagającym Polaków. W ramach tej działalności była organizowana pomoc w postaci przesyłania produktów do oficerów 2 pułku Strzelców Podhalańskich przetrzymywanych jako jeńcy wojenni w Oflagu VII A Murnau i do więźniów niemieckich obozów koncentracyjnych (Schmidt przekazywał żywność, a Granatowski organizował akcję przesyłania). Od lutego 1941 po skierowaniu przez Arbeitsamt (niemiecki Urząd Pracy) pracował jako magazynier w browarze O. Schmidta w Zarszynie.
Po przekształceniu ZWZ w Armię Krajową działał w tej organizacji. Po powołaniu Obwodu Sanok AK Granatowski był dowódcą placówki Zarszyn, od maja 1943 oznaczonej literą rzymską „II”. Od 1941 Niemcy byli ogólnie zorientowani, iż na terenie placówki ukrywają się poszukiwani polscy konspiratorzy, jednak nie udało się ich aresztować, w tym Granatowskiego, który był poszukiwany od lutego 1942 i od tego czasu ukrywał się w mieszkaniach prywatnych i na kwaterach w Bażanówce, Zarszynie, Trześniowie, Nowotańcu i Nagórzanach. Do końca 1943 w ramach placówki Zarszyn utworzono plutony: I w Długiem, II w Zarszynie, III w Posadzie Zarszyńskiej.
W ramach obwodu Sanok Mieczysław Granatowski był także oficerem dywersji. W maju 1943 brał udział w nieudanej próbie likwidacji, po wyroku Cywilnego Sądu Specjalnego, konfidenta gestapo, Eugeniusza Niemca (został ranny i zbiegł). W czerwcu patrol Granatowskiego wykonał akcję na mleczarnię w Jaćmierzu, niszcząc urządzenia oraz zabierając dokumenty, masło i gotówkę. Na podstawie rozkazu KG AK z 10 czerwca 1943 był współorganizatorem i uczestnikiem ataku dywersyjnego, przeprowadzonego w ramach ogólnopolskiej akcji „Taśma”, którego celem był atak na strażnicę w Wisłoku Wielkim, która wykonana we wrześniu 1943 nie zakończyła się pełnym powodzeniem, czyli zdobyciem dużej ilości broni. W 1943 Granatowski zgłosił kandydaturę Rudolfa Probsta do roli zakonspirowanego przedstawiciela AK w sanockiej siedzibie Gestapo (który formalnie był volksdeutschem), który pełnił tę funkcję od jesieni tego roku. Mieczysław Granatowski pełnił funkcję dowódcy placówki Zarszyn do maja 1944 (jego następcą został Franciszek Singler ps. „Odwet”). Brał udział w innych akcjach likwidacyjnych konfidentów działających na rzecz Niemców, wykonywanych wskutek wydania wyroków przez Wojskowy Sąd Specjalny.
W maju 1944 został kwatermistrzem w ramach Obwodu AK Sanok (jego poprzednikiem był por. Jan Krasicki „Zagończyk”). 22 lipca 1944 patrol likwidacyjny Mieczysława Grantowskiego dokonał egzekucji wójta gminy Bukowsko Włodzimierza Mazura, konfidenta ukraińskiego pochodzenia. Po zajęciu okolic Sanoka przez sowiecką 242 Brygadę Pancerną we wrześniu 1944 i samowolnym rozformowaniu Zgrupowania Południe przez Adama Winogrodzkiego, w listopadzie 1944 zgłosił się do ludowego Wojska Polskiego.
Po wojnie Mieczysław Granatowski wyjechał na Śląsk. W okresie zimy 1945/1946 w jego bytomskim mieszkaniu ukrywał się przez pewien czas Antoni Żubryd razem z żoną Janiną po zimowym rozwiązaniu oddziału NSZ – „Zuch”, a później do Bytomia udali się również Mieczysław Kocyłowski oraz Jan Witka. Pracował w Zarządzie Głównym Związku Zawodowego Pracowników Przemysłu Chemicznego w Katowicach, później był zatrudniony w Muzeum Budownictwa Ludowego w Sanoku na stanowisku kierownika pracowni impregnatorsko-konserwatorskiej (1958-1962), w Pracowni Konserwacji Zabytków w Lublinie i Rzeszowie. 10 grudnia 1953 został pozyskany do współpracy z Urzędem Bezpieczeństwa pod pseudonimem „Góral”. 20 października 1957 został wybrany skarbnikiem zarządu oddziału powiatowego w Sanoku ZBoWiD, 7 grudnia 1958 zastępcą przewodniczącego, ponownie 12 marca 1961, ponownie 17 marca 1963, 6 lutego 1966 wiceprezesem zarządu (w toku zmian w nomenklaturze z 1964 oddział powiatowy został zastąpiony oddziałem), 20 października 1968 wybrany sekretarzem sądu koleżeńskiego. W ZBoWiD przez dwa lata do 1963 kierował pracami nad kroniką ruchu podziemnego i partyzanckiego na ziemi sanockiej w czasie okupacji. Był prelegentem z ramienia ZBoWiD, a przed 1979 odszedł z tej organizacji. We wrześniu 1973 został delegowany przez zarząd oddziału miejskiego w Sanoku ZBoWiD do Komisji Oficerów Rezerwy przy Zarządzie Miejskim LOK. W okresie od 1959 do 1988 był członkiem Rady Nadzorczej, a następnie przewodniczącym Komisji Produkcji i Usług Gminnej Spółdzielni „Samopomoc Chłopska” w Sanoku. W okresie PRL wspólnie z ks. Adamem Sudołem oraz Władysławem Pruchniakiem był organizatorem uroczystości patriotycznych w Sanoku w dniach 3 maja, 1 września, 11 listopada.
Miał czterech braci (m.in. Tadeusz, najmłodszy Józef ps. „Krakus”, który także był organizatorem i żołnierzem Obwodu Sanok ZWZ-AK). Jego znajomym poprzez zaprzyjaźnienie rodzin był działacz komunistyczny Kazimierz Wnękowski, którego Granatowski cenił i sympatyzował z nim.
Do końca życia zamieszkiwał w sanockiej dzielnicy Dąbrówka pod numerem 192 (później adres przy ulicy Krakowskiej 84). Zmarł 29 czerwca 1988 w Sanoku. Jego żoną była Zofia (1918–2001). Oboje zostali pochowani w grobowcu rodzinnym na Cmentarzu Centralnym w Sanoku.
Jego krewnym jest ks. Marek Wojnarowski.

## Odznaczenia
- Krzyż Partyzancki[65]
- Krzyż Armii Krajowej (1970, przyznany przez Kapitułę Światowego Związku Żołnierzy Armii Krajowej w Londynie)[66]